# Steppe de la Tchouïa
La steppe de la Tchouïa (Чуйская степь) est une dépression montagneuse au sud-est de l'Altaï dans la république de l'Altaï (fédération de Russie). Elle dépend du territoire administratif du raïon de Koch-Agatch qui jouxte la Mongolie. Elle est traversée par le cours supérieur de la Tchouïa (affluent de la rivière Katoun).

## Géographie

### Situation
La steppe de la Tchouïa est un plateau d'une longueur de 70 kilomètres et d'une largeur de 10 à 40 kilomètres à une altitude comprise entre 1 750 mètres et 1 850 mètres. Elle se présente sous la forme d'une étendue semi-désertique et peu accidentée. Elle est formée de dépôts sédimentaires cénozoïques de type glaciaire et elle est entourée de toute part de massifs montagneux : les monts Kouraï au nord, le massif de la Tchouïa du Nord et le massif de la Tchouïa du Sud à l'ouest, les monts Saïliouguem au sud et les monts Tchikhatchov à l'est.

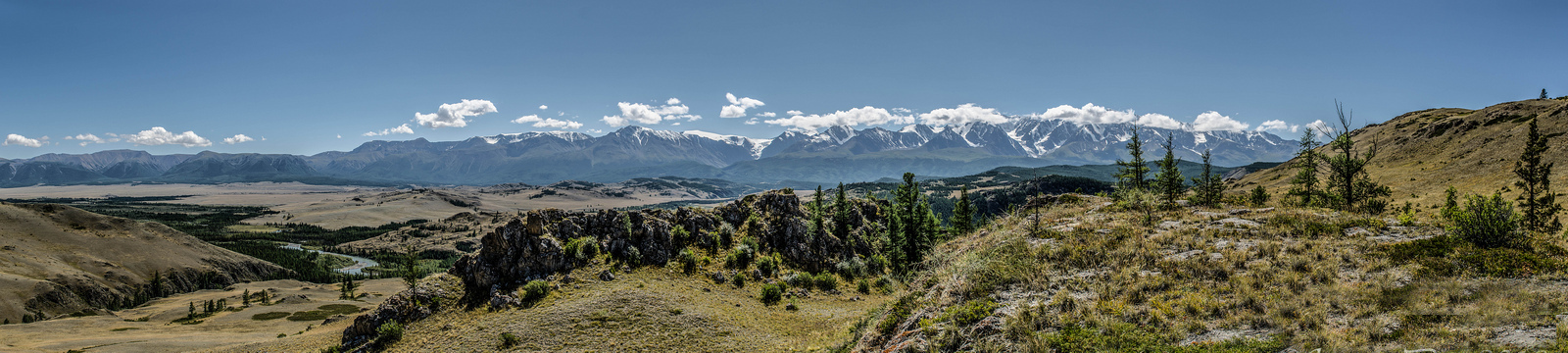
Steppe de la Tchouïa avec la Tchouïa du Nord en arrière-plan

### Climat

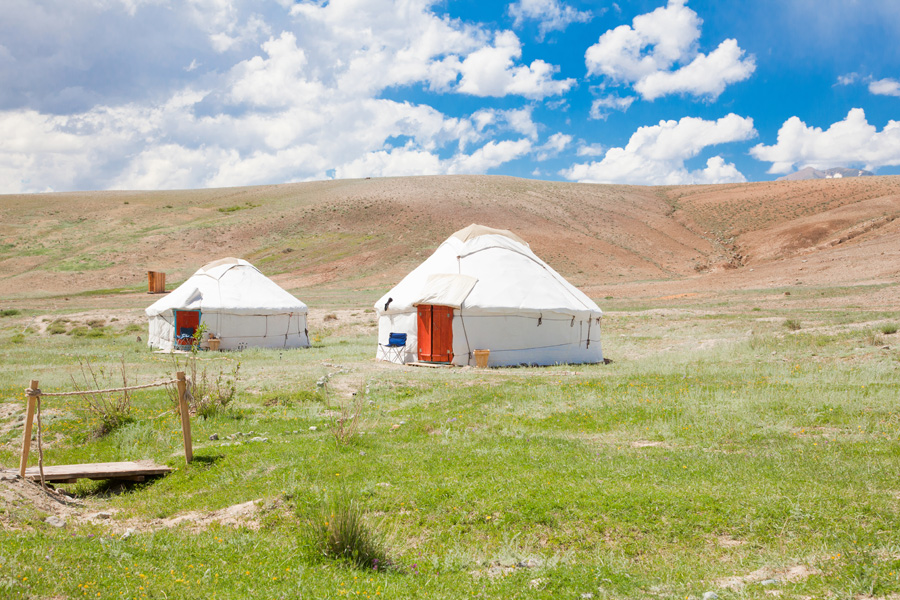
Yourtes pour randonneurs, dans la steppe à 500 m de la confluence de la Tchouïa et de la rivière Tydtouyarik

Le climat de cette étendue steppique est aride. C'est le plus froid et le plus sec de tout l'Altaï. La durée sans gel n'est que de 50 à 65 jours. La température moyenne mensuelle relevée en janvier dans les environs de Koch-Agatch est de -32 °C et de +13,8 °C en juillet. La température moyenne annuelle est de -6,7 °C. On a relevé une température minimale de -62 °C en janvier et des températures maximales de +31 °C en été.
Les précipitations annuelles vont de 80 mm à 150 mm. La steppe possède un terrain dont le pergélisol peut atteindre une épaisseur de 15 à 90 mètres.

### Hydrologie
Des monts Tchikhatchov coulent les rivières Kyzylchine et Ioustyd qui, en se réunissant, forment la Tchouïa. Celle-ci prend au nord-est la rivière Tchagan-Ouzoun. Ces rivières présentent un débit tranquille lorsqu'elles traversent la steppe et leur cours est plat.
La steppe possède un grand nombre de petits lacs ou étangs à fond plat. Leur profondeur n'excède pas cinq mètres et leur surface s'échelonne de 100 m2 à 1 km2. La plupart ne sont pas alimentés par des rivières, si bien que leur eau est extrêmement minérale, légèrement salée avec des éléments de carbonate, de sulfate ou de chlorure de sulfate.

## Flore

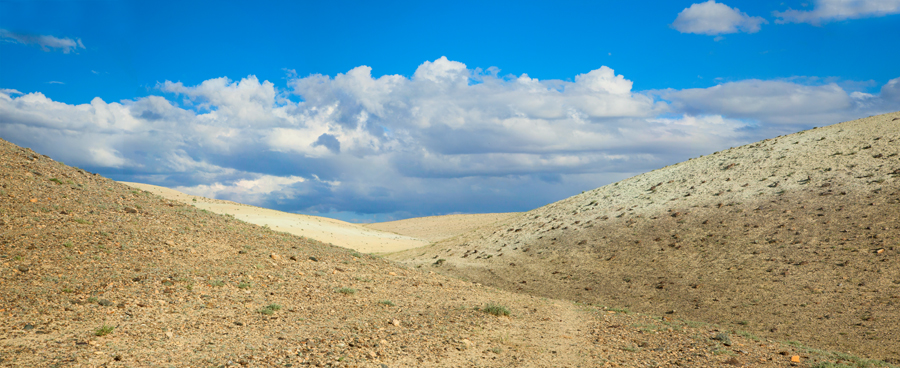
La steppe de la Tchouïa en été

La flore est typique des régions arides avec quelques herbes et petits buissons. On y trouve des stipes orientales, plutôt rares dans l'Altaï; du chiendent du désert; des herbes du genre Koeleria, comme Koeleria altaica; des laîches, comme celle de l'Altaï; des astragales de la Tchouïa (endémiques), etc. Parmi les buissons, sont présents les caraganiers, les armoises, les stellaires, des potentilles des régions arides, des espèces de Thalictrum endémiques de l'Altaï, des buplèvres, etc. On remarque au bord des lacs le roseau commun. On rencontre parfois des espèces d'orpins à quatre feuilles.

## Faune
La faune de la steppe de la Tchouïa est spécifique. Le chat de Pallas se rencontre parfois, ainsi que le renard des steppes ou la gazelle à queue blanche, mais ce sont surtout les rongeurs qui vivent dans des terriers que l'on observe. Il en est ainsi des campagnols, des marmottes, des gerboises, des hamsters russes. Les pikas de l'Altaï et les lièvres de Tolaï s'adaptent parfaitement à ces conditions difficiles.

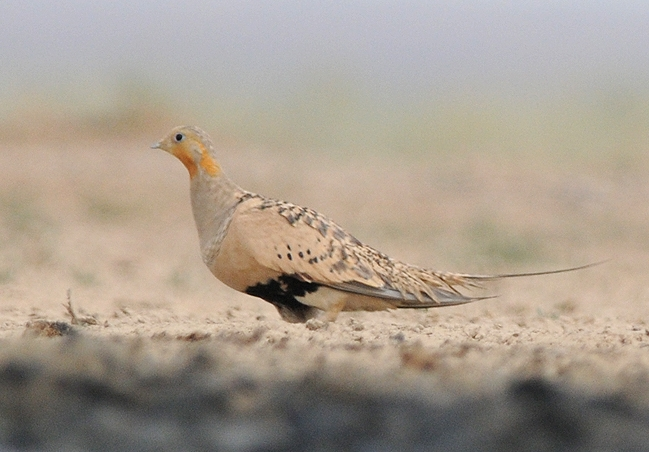
Vue d'un syrrhapte paradoxal

Parmi les oiseaux, la grande outarde vient y chasser. Le pluvier de Mongolie, le syrrhapte paradoxal, et la mésange rémiz y passent. On rencontre à la belle saison des canards dans les lacs dont le fameux canard rouge et plus rarement l'oie à tête barrée, le plongeon arctique, le cygne chanteur. La grue cendrée habite sur les berges, ainsi que la grue demoiselle, le koulik, la sterne de rivière ou la bergeronnette grise. Dans les lieux ouverts, ce sont l'alouette des champs et l'alouette des steppes que l'on remarque, ainsi que la huppe fasciée, le moineau des steppes, ou le traquet isabelle. Il existe aussi des rapaces, comme le faucon crécerelle et le busard et, venant des montagnes, le vautour fauve, le vautour moine et le faucon sacre.
Parmi les reptiles, les plus fréquents sont la vipère d'Orsini, et la vipère des steppes, la couleuvre arabesque et le lézard des souches.
Les rivières sont poissonneuses, surtout peuplées d'ombres venus des montagnes. Les osmans vivent dans le cours supérieur de la Tchouïa et dans certains lacs de la steppe.

## Source
- (ru) Cet article est partiellement ou en totalité issu de l’article de Wikipédia en russe intitulé « Чуйская степь » (voir la liste des auteurs).